# Sugny (België)
Sugny is een dorp in de Belgische provincie Namen en een deelgemeente van Vresse-sur-Semois. Sugny ligt in een bosrijke omgeving nabij de Franse grens.

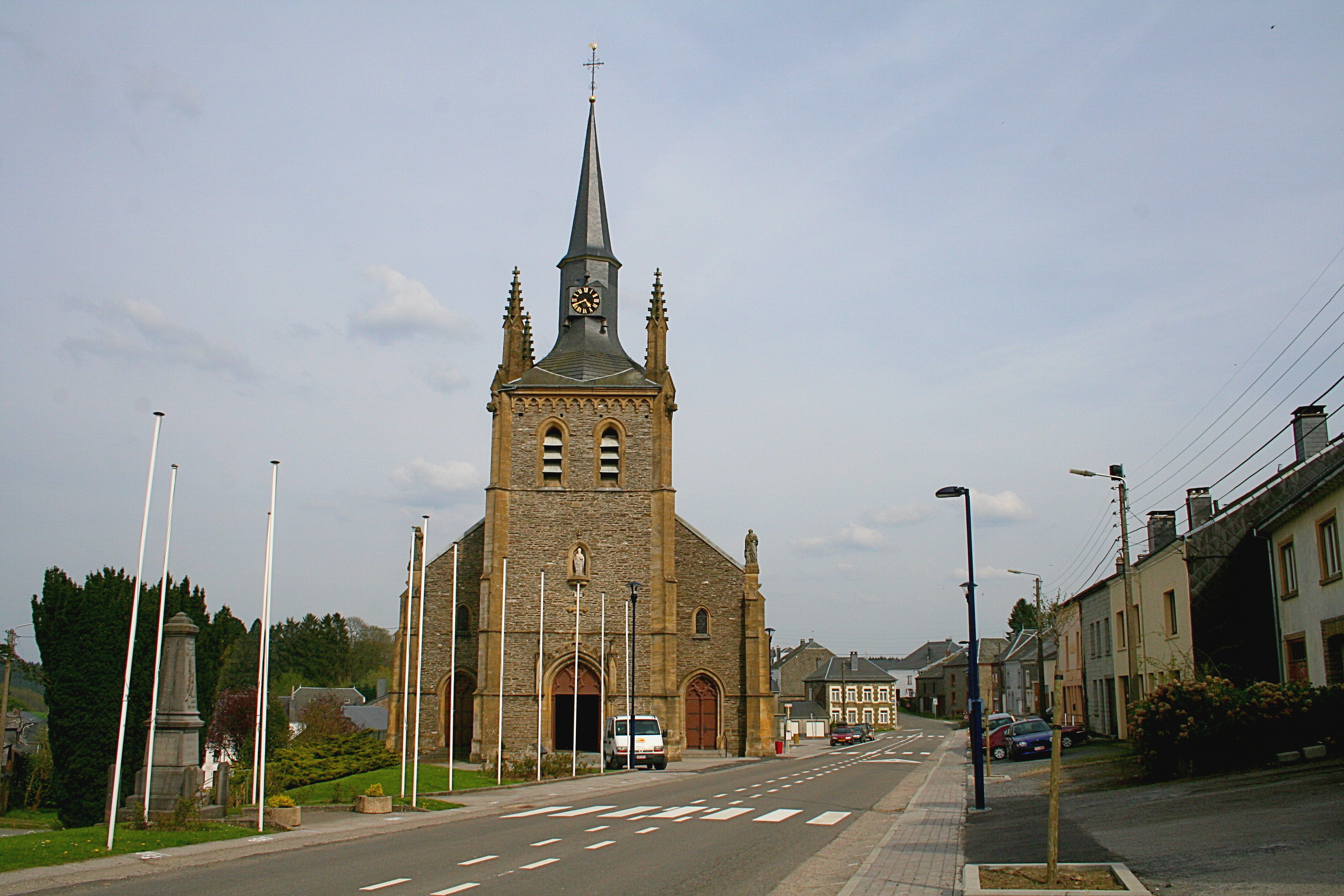
Dorpscentrum en Eglise Saint-Martin

## Geschiedenis
Sugny werd een gemeente in 1823 en omvatte toen ook de dorpen Pussemange en Bagimont. Deze werden zelfstandige gemeenten in 1859, tot ze bij een eerste gemeentelijke fusie in 1965 weer bij Sugny kwamen. Op 1 januari 1977 werd Sugny een deelgemeente van Vresse-sur-Semois en overgeheveld van de provincie Luxemburg naar de provincie Namen

## Demografische ontwikkeling
- Bronnen:NIS, Opm:1831 tot en met 1970=volkstellingen, 1976= inwoneraantal op 31 december
- 1866: Afsplitsing van Bagimont en Pussemange in 1859
- 1970: Aanhechting van Bagimont en Pussemange in 1965

## Bezienswaardigheden
- De Église Saint-Martin
- Overblijfselen van het Château de la Roche. Enkel inkappingen in de rotsen resteren nog.
- De Moulin de Gigue, een watermolen

Deelgemeenten: Alle · Bagimont · Bohan · Chairière · Laforêt · Membre · Mouzaive · Nafraiture · Orchimont · Pussemange · Sugny · Vresse

Overige kern: Hérisson

Belgische gemeenten · arrondissement Dinant · provincie Namen · Wallonië